# Максимов, Александр Анатольевич
Максимов Александр Анатольевич (род. 12 октября 1974, Александров) — заместитель губернатора Владимирской области, руководитель представительства Правительства Владимирской области при Правительстве Российской Федерации

## Биография
Александр родился 12 октября 1974 г. в городе Александров Владимирской области, в семье гос. служащих.
Окончил школу № 25 города Владимира. В 1992 году поступил в Политехнический Институт города Владимира.
В 1997 году окончил Владимирский государственный университет по специальности «автомобили и автомобильное хозяйство».
В 2020 году завершил обучение в Российской академии государственной службы и народного хозяйства при Президенте РФ, получив диплом магистра по направлению подготовки «Государственное и муниципальное управление».
В 2021 году окончил Московскую школу управления Skolkovo по программе «Обучение команд, управляющих проектами развития городов», с присвоением квалификации «Специалист государственного и муниципального управления».
Обучался в НИУ «Высшая школа экономики» по профильным управленческим программам «Инновационные технологии в инфраструктуре города», «Стратегии пространственного развития и модернизации транспортных систем городов», «Практики работы с горожанами».
В 2014—2015 годах — избран депутатом Совета народных депутатов города Владимира.
В 2015—2019 годах — глава Ленинского района города Владимира.
В 2019 году — Назначен первым заместителем главы администрации города Владимира.
20 сентября 2022 года — назначен ВРИО главы города Владимира
1 ноября 2022 года — назначен заместителем губернатора Владимирской области
30 января 2025 года - назначен заместителем губернатора Владимирской области, руководителем представительства Правительства Владимирской области при Правительстве Российской Федерации

## Семья
Женат; воспитывает сына.